# Piazza della Libertà (Trieste)
Piazza della Libertà (intitolazione del 28.3.1919), già Piazza della Stazione (1857 - 1919) e precedentemente Piazza del Macello, è una delle più importanti piazze della città di Trieste.

## Costruzione
La piazza venne ricavata nell'anno 1857 dall'abbattimento di tre isolati che sorgevano dove che ora si trovano il giardino grande, il giardino piccolo e l'area della demolita sala Tripcovich. Venne realizzata assieme ai lavori per la costruzione della nuova stazione ferroviaria di Trieste Centrale, che venne ampliata e ristrutturata nell'anno 1878.

## Giardinetti
La piazza ha una funzione molto importante per il traffico d'ingresso a Trieste, infatti nella piazza si incontrano gli accessi da Via Commerciale, la zona di Piazza Unità d'Italia e la zona di Barriera Nuova ed i varchi di accesso per il Punto Franco Vecchio. Tutti questi incroci vennero raggruppati da una strada di forma circolare nel quale al centro vennero costruiti i giardinetti, anche se erano tutt'uno fino al 1948. Tra due giardinetti fu costruita una strada che aveva lo scopo di fermata e banchina ferroviaria per i tram della rete tranviaria di Trieste che venne successivamente sostituita da autobus e filobus.

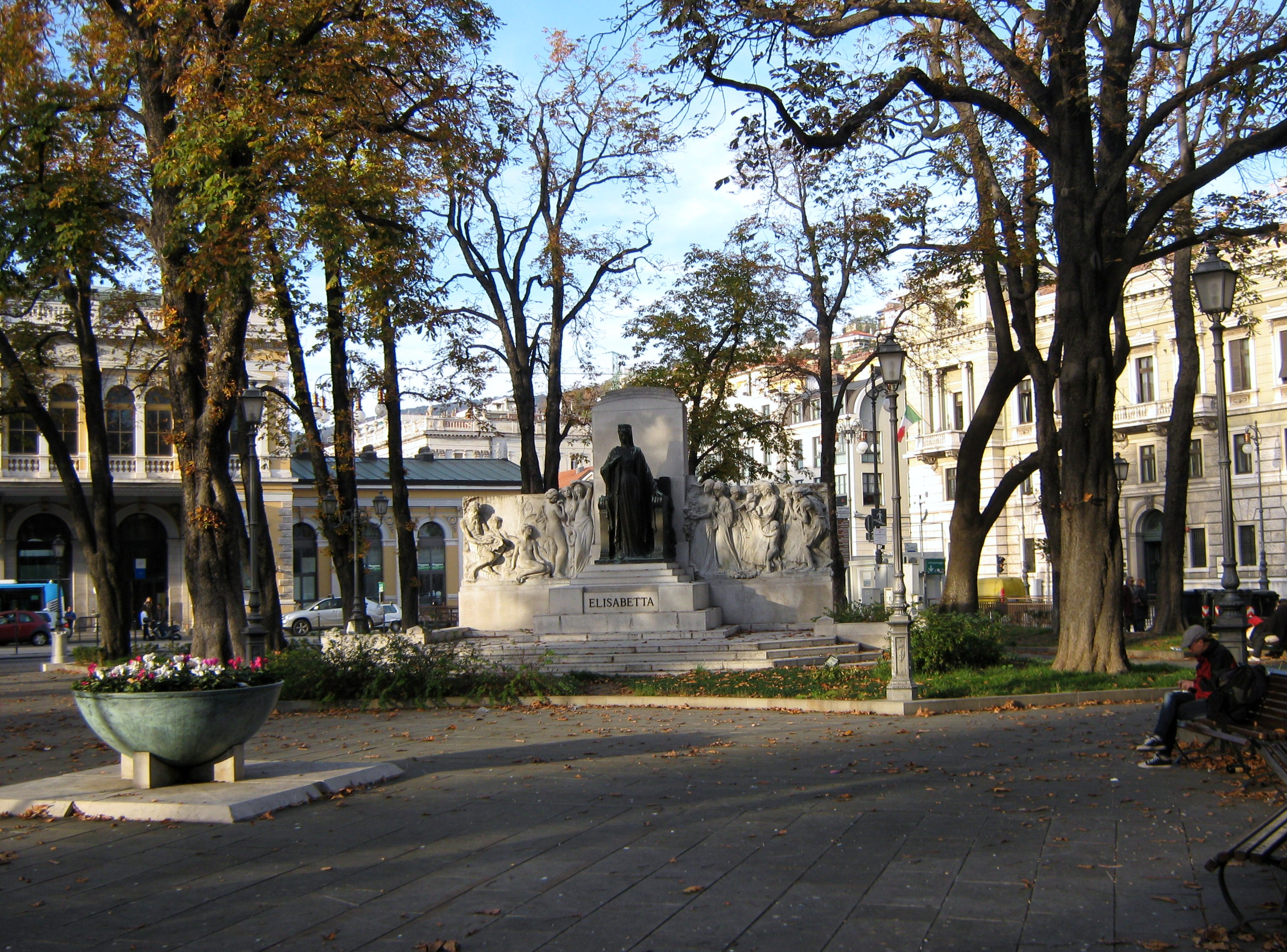
La statua raffigurante Elisabetta di Baviera

### Giardino Storico di Piazza Libertà oGiardinetto Sissi
È il giardino più grande, con una pianta leggermente rettangolare. Simmetrico longitudinalmente. Al suo interno è presente la statua della Principessa Sissi (1837-1898), meglio conosciuta come Elisabetta di Baviera.

### Giardino Francesco Badjena
È il giardino più piccolo, con il memoriale ai caduti dell'occupazione jugoslava dell'Istria e della Venezia Giulia ed un pilo portabandiera  posto nel 2004 per il cinquantenario del ritorno di Trieste all’Italia, in cima al quale è presente il simbolo di Trieste: un'alabarda.

## I palazzi
Sulla piazza si affacciano:
- al n° 1 casa Catolla  (1898 - ingegner Giusto Catolla), ma con ingresso principale su Corso Cavour
- al n° 2 palazzo Panfilli (1881 - architetti Anton Gross e Wilhelm Jelinek)
- al n° 3 casa Brunner (1873 - ingegner Giuseppe Naglos)
- al n° 4 palazzo Miller (1878 - architetto Giuseppe Bruni)
- al n° 5 palazzo Kalister (1881 - architetto Giovanni Scalmanini)
- al n° 6 un’altra casa Catolla (1883 - architetto Francesco Catolla)
- al n° 7 palazzo Economo (1887 - architetto Giovanni Scalmanini), sede della Soprintendenza ai Beni Culturali
- al n° 8 la stazione ferroviaria di Trieste Centrale (già Stazione della Meridionale -  Südbahn), (1878 - architetto Wilhelm von Flattich)
- al n° 9 l’ex Silos (1867 - architetto Wilhelm von Flattich), ora trasformato in stazione delle autocorriere e parcheggio coperto
- nell’adiacente largo città di Santos si aprono i monumentali varchi di accesso al Porto Vecchio (1914 - architetto Giorgio Zaninovich)

## Costruzioni non più presenti
Nella zona si trovavano:
- al n° 12 di Piazza Libertà, prospiciente il fabbricato del Silos: la Mensa comunale (1951 - Ufficio Tecnico Comunale)
- in largo città di Santos 1: la stazione comunale delle autocorriere (1935 - architetto Umberto Nordio), trasformata in teatro nel 1992 con il nome di Sala Tripcovich e demolita nel novembre 2022
- nel giardino dinanzi alla stazione ferroviaria: Il monumento commemorativo del quinto centenario (1382-1882) della dedizione di Trieste all’Austria (1889 - scultore Ivan Rendić), demolito nel 1919. Il monumento alla Principessa Sissi (1912 – scultore Franz Seifert), che si trova ora nel giardino dinanzi alla stazione ferroviaria, era collocato in origine nel giardino di fronte al Silos, praticamente scomparso con la costruzione della stazione delle autocorriere

## Trasporti
Nella piazza, oltre ad essere presente la stazione ferroviaria principale e la stazione delle autocorriere (ospitata nel fabbricato del Silos), è presente un terminal riservato ai bus dell'azienda che serve la città. Prima dei lavori di ristrutturazione dell'estate ed autunno 2019 i bus erano collocati in varie parti della piazza.
Nella piazza hanno capolinea le linee 1, 3, 17/, 19, 20, 21, 22, 23, 24 e 30; mentre sono di passaggio nella piazza le linee 6, 6/, 8, 36, 42, 44, 46 e l'81.

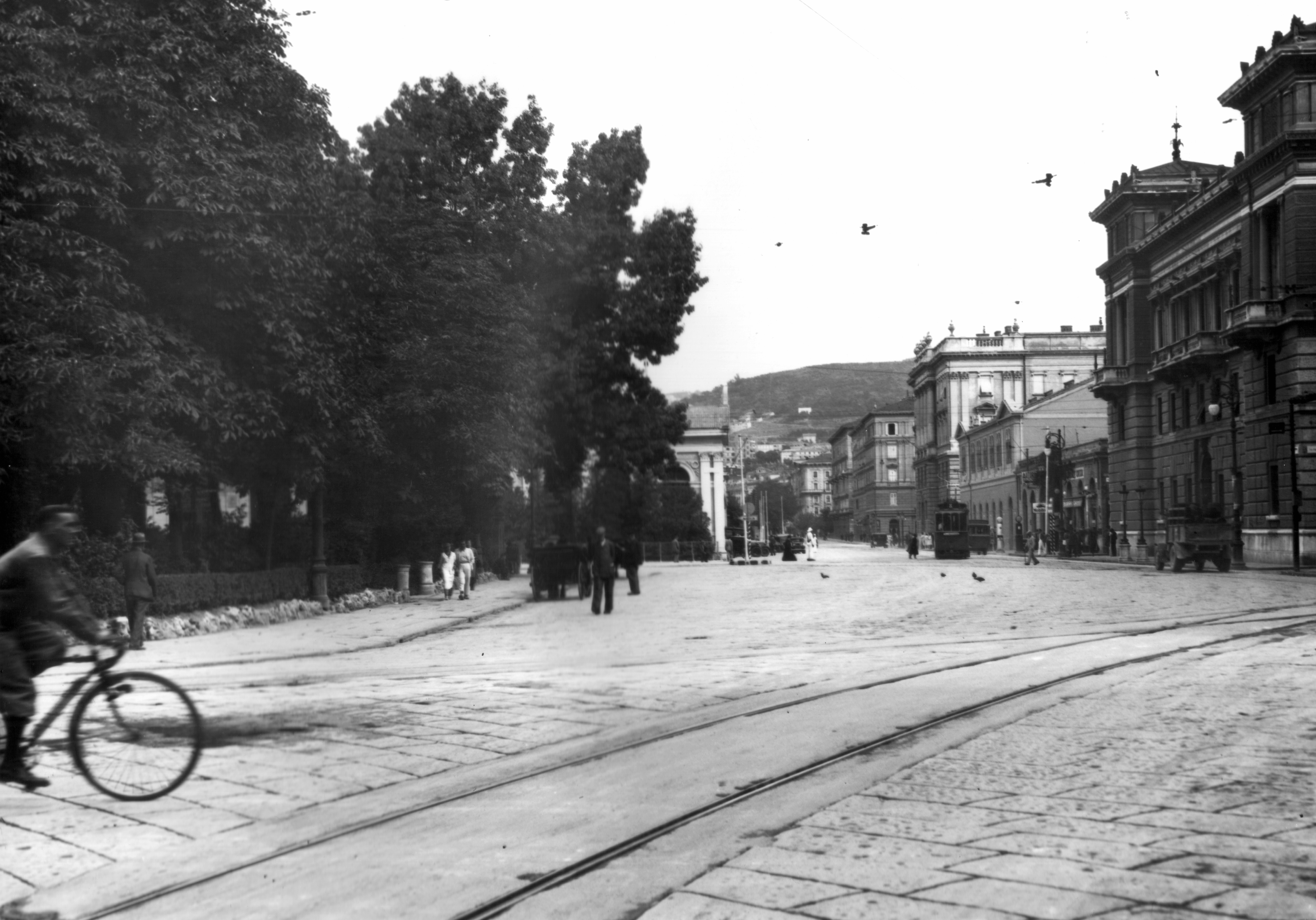
La piazza nel 1936. La strada che si vede partire è l'inizio di Viale Miramare

## Attraversamenti stradali poco pericolosi
Sono stati ridotti molti attraversamenti pedonali, grazie alla costruzione di un sottopassaggio negli anni '80 che collega la facciata frontale della stazione ferroviaria con il lato opposto di Viale Miramare ed il Giardinetto Sissi, per facilitare l'accesso alle banchine degli autobus.
Sono presenti strisce pedonali solo all'incrocio con Via Carlo Ghega,Via Benvenuto Cellini, e Corso Cavour.

## Lavori di ristrutturazione dell'estate ed autunno 2019

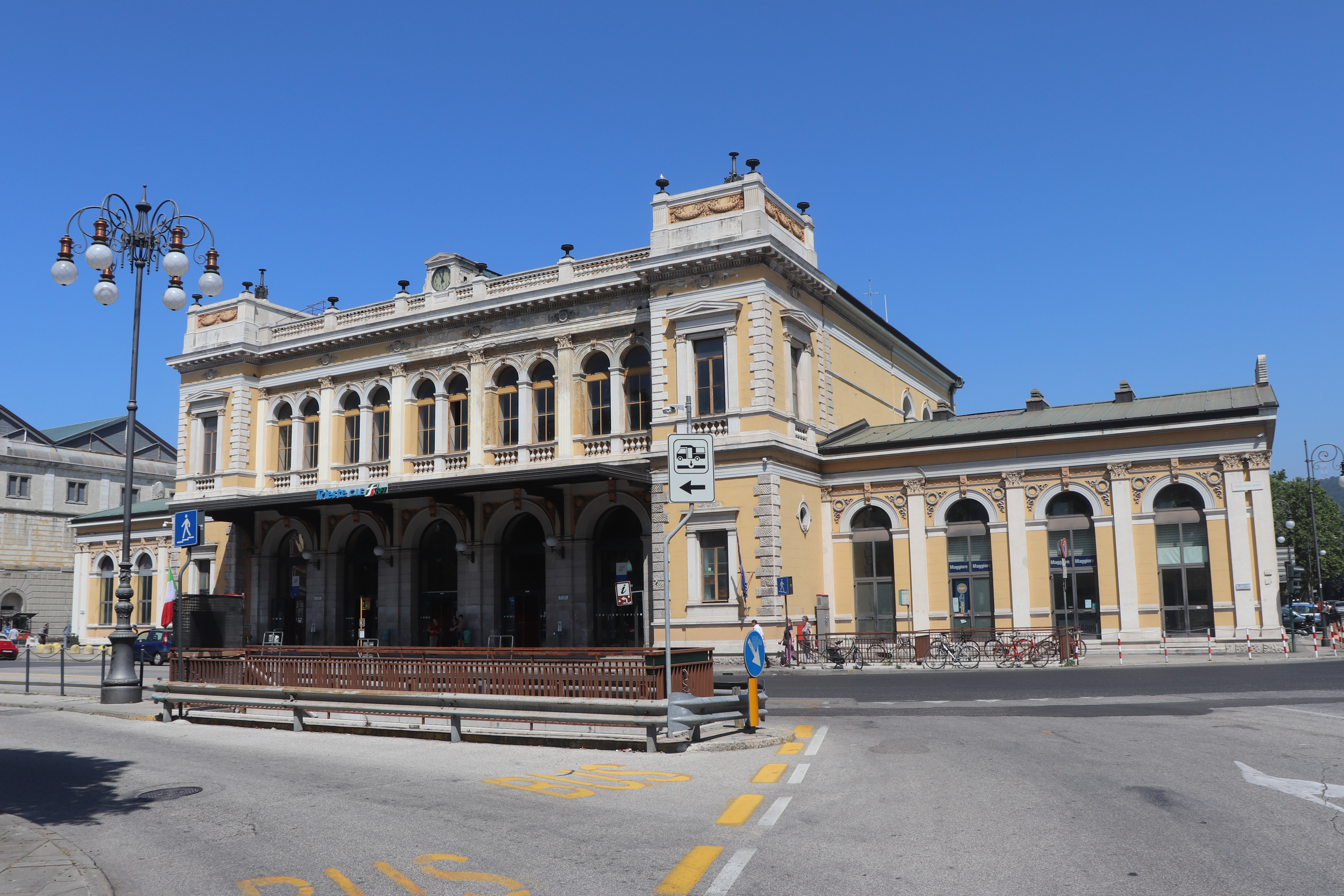
La facciata principale della stazione ferroviaria

Nell'estate e nell'autunno 2019 furono creati molti cantieri nella piazza che hanno portato ai seguenti lavori:
- Nuovo terminal bus urbani
- ampliamento aree pedonali
- rifacimento aree verdi ed aiuole
- integrazione colonnine per servizio di bike sharing
- ristrutturazione dei sottopassaggi
- ammodernamento dell'Illuminazione pubblica con installazione di corpi illuminanti a LED installati dall'azienda Neri.
- ammodernamento impianti semaforici